# Il pianeta errante
Il pianeta errante (War Between The Planets nella edizione statunitense) è un film di fantascienza del 1966 diretto e prodotto da Antonio Margheriti sotto lo pseudonimo di Anthony M. Dawson. È stata la terza pellicola pubblicata del cosiddetto "quartetto Gamma Uno" (dal nome della stazione spaziale usata come ambientazione), una serie di quattro film a basso costo girati contemporaneamente da Margheriti per il mercato statunitense.

## Trama
Il gruppo di astronauti della base spaziale Gamma Uno è impegnato nella ricerca delle cause di misteriosi terremoti che si verificano sul pianeta Terra. Si trovano così a contatto con un misterioso minuscolo pianeta errante, di colore rosso vivo e pulsante, che si nutre di asteroidi attirandoli a sé con il gas.
L'equipaggio di Gamma Uno decide così di impiegare un ordigno a base di antimateria, ma per farlo deve scendere nelle viscere del pianeta dove, a causa dello smarrimento del detonatore, uno degli astronauti dovrà sacrificarsi per farlo esplodere.

## Produzione
Il film fu prodotto con costi assai ridotti dalla Mercury Film International per conto della Metro Goldwyn Mayer, assieme ad altri tre (I criminali della galassia, I diafanoidi vengono da Marte e La morte viene dal pianeta Aytin) girati contemporaneamente da Margheriti nel giro di dodici settimane, sfruttando stesse scenografie e la maggior parte del cast. Inizialmente realizzati per il mercato televisivo statunitense, con l'intento di dare vita a un nuovo genere "made in Italy" (dopo quello spaghetti western) economico, differenziandosi dai lungometraggi americani ad elevato budget. Il ciclo è rimasto noto come Quartetto Gamma Uno dal nome dell'immaginaria stazione spaziale usata come ambientazione. Per il resto, le quattro storie sono completamente diverse tra loro e i protagonisti dei primi due film cambiano nei successivi.
Tutto il cast italiano era accreditato con pseudonimi anglosassoni, per dare l'impressione che si trattasse di un film statunitense.
A detta dello stesso Margheriti, Il pianeta errante più che un nuovo capitolo del cinema di fantascienza di matrice italiana vuole essere un remake de Il pianeta degli uomini spenti. Lo testimonia il fatto che buona parte delle sequenze conclusive sono state girate utilizzando le medesime scenografie e montate con stile visionario e quasi psichedelico.

## Distribuzione
Il film in Italia è stato distribuito nelle sale dal 29 luglio 1966. Negli Stati Uniti è stato distribuito solo nel 1971, col titolo War Between the Planets o anche Planet on the Prowl.